# Tunovo
Tunovo (Servisch cyrillisch Туново) is een plaats in de Servische gemeente Novi Pazar. De plaats telt 128 inwoners (2002).